# Лимон, Хавьер
Хавьер Лимон (исп. Javier Limón, Мадрид, Испания, 1973) — испанский композитор, продюсер и гитарист, одна из значимых фигур во фламенко в Испании; родился и вырос в Мадриде. Многократно был удостоен премии Грэмми и латинской премии Грэмми. Он является создателем лейбла Casa Limón, среди звёзд которого Конча Буйка, Анушка Шанкар, Бебо Вальдес, Пако Де Лусия и многие другие выдающиеся музыканты.

## Карьера
Хавьер Лимон учился в Мадридской консерватории по классу фортепиано и гобоя. Позднее он дополнил своё обучение изучением своих андалусских и фламандских корней, что открыло для него мир этнической музыки, как для композитора и продюсера.
Хавьер Лимон работал со многими культовыми музыкантами, такими как Пако Де Лусия, Бебо Вальдес, Диего Эль Сигала, Конча Буйка, Энрике Моренте, Ясмин Леви, Мариза, Анушка Шанкар. Как независимый продюсер был многократно удостоен премии Грэмми (Grammy Award) и латинской премии Грэмми (Latin Grammy Award).
Хавьер Лимон возглавляет собственный лейбл Casa Limón, ориентирующийся исключительно на «качественно сделанный продукт».

## Casa Limón
Casa Limón — лейбл, созданный Хавьером Лимон. Создавая этот лейбл, Лимон хотел сохранить полную творческую независимость, не стремясь к рекордным уровням продаж, но ориентируясь исключительно на качество. Через этот лейбл прошли такие музыканты, как, например, Конча Буйка, Андрес Каламаро, Бебо Вальдес и Пако Де Лусия.

## Дискография
Как сольный артист Хавьер Лимон записал четыре диска:
- 2005 — Limón
- 2008 — Son de limón
- 2010 — Mujeres de agua
- 2013 — Promesas de tierra

## Премии
- 2003 — латинская премия Грэмми за лучший альбом фламенко, «El corazón de mi gente», Пепе де Лусия
- 2003 — премия Амиго за лучший альбом фламенко, «Lágrimas negras», Бебо Вальдес и Диего Эль Сигала
- 2004 — латинская премия Грэмми лучший продюсер года
- 2004 — латинская премия Грэмми за лучший альбом фламенко, «Cositas buenas», Пако Де Лусия
- 2004 — латинская премия Грэмми за лучший традиционный тропический альбом, «Lágrimas negras», Бебо Вальдес и Диего Эль Сигала
- 2004 — музыкальная премия лучший аранжировщик (Mejor Productor Artístico), «Lágrimas negras», Бебо Вальдес и Диего Эль Сигала
- 2004 — музыкальная премия лучший джазовый альбом, «Lágrimas negras», Бебо Вальдес и Диего Эль Сигала
- 2005 — музыкальная премия лучший звукорежиссёр, «Cositas buenas», Пако Де Лусия
- 2006 — латинская премия Грэмми за лучший инструментальный альбом, «Bebo»
- 2007 — музыкальная премия лучший аранжировщик (Mejor Productor Artístico), «Mi niña Lola», Конча Буйка
- 2009 — премия Грэмми за лучший альбом в стиле латин-джаз, «Juntos para siempre», Бебо Вальдес и Чучо Вальдес
- 2010 — латинская премия Грэмми за лучший традиционный тропический альбом, «El último trago», Конча Буйка
- 2011 — премия женжины вместе (Women Together) за вклад в популяризацию фламенко (Por Su Labor A La Divulgación Del Flamenco)

## ссылки
- https://web.archive.org/web/20110203005632/http://casalimon.tv/
- http://javierlimon.net/